# 本寧頓鎮區 (堪薩斯州渥太華縣)
本寧頓鎮區（英語：Bennington Township）為美國堪薩斯州渥太華縣轄下的鎮區。2010年美国人口普查中此鎮區人口有1,303人。

## 地理
本寧頓鎮區涵蓋總面積為108.9平方（42.05平方英里），其中陸地面積為108.8平方（42.02平方英里），水域面積為0.078平方（0.03平方英里）或0.07%。

## 人口統計
根據2010年美國人口普查，本寧頓鎮區人口有1,303人，其中男性有674人，女性有629人，人口密度為每平方公里11.97人，住房計524戶。鎮區內的白人有1,268人，非裔美國人有13人，美洲原住民有7人，亞裔美國人有1人，太平洋島裔美國人有0人，其他種族有0人，混血種族則有14人。此外鎮區內有17人為西班牙裔或拉丁裔美國人。此鎮區之年齡中位數為40.7歲，而男性年齡中位數為40.2歲，女性年齡中位數為41.5歲。

## 交通

### 主要公路
- 81號美國國道
- 18號堪薩斯州州道